# Nina Ortlieb
Nina Ortlieb (Innsbruck, 2 aprile 1996) è una sciatrice alpina austriaca, vincitrice della Coppa Europa nel 2018.

## Biografia
Figlia di Patrick, a sua volta sciatore alpino di alto livello, e attiva in gare FIS dal dicembre del 2011, Ortlieb ha debuttato in Coppa Europa il 16 gennaio 2013 a Sankt Anton am Arlberg, classificandosi 7ª in discesa libera. Il 18 dicembre successivo ha conquistato il suo primo podio nel circuito continentale, classificandosi 3ª nella discesa libera di Sankt Moritz, vinta dalla norvegese Ragnhild Mowinckel. Ha esordito in Coppa del Mondo il 12 gennaio 2014 nella supercombinata di Altenmarkt-Zauchensee, senza concluderla, e il 7 marzo 2015 ha conquistato la medaglia d'oro nello slalom gigante ai Mondiali juniores di Hafjell, medaglia bissata l'anno seguente a Soči/Roza Chutor in supergigante.
Il 22 febbraio 2017 ha ottenuto a Sarentino in supergigante la sua prima vittoria in Coppa Europa e nella successiva stagione 2017-2018 si è aggiudicata il trofeo continentale; il 22 febbraio 2020 ha ottenuto a Crans-Montana in discesa libera il primo podio in Coppa del Mondo (3ª); la prima vittoria è arrivata il 29 febbraio 2020 nel supergigante di La Thuile. Il 20 gennaio 2021, durante la prima prova di discesa libera sulla pista Mont Lachaux di Crans-Montana, valida per la Coppa del Mondo 2021, è caduta e si è gravemente infortunata al ginocchio, infortunio che ha determinato la fine anticipata della stagione. Ai Mondiali di Courchevel/Méribel 2023 ha vinto la medaglia d'argento nella discesa libera; l'8 dicembre dello stesso anno si è fratturata tibia e perone della gamba destra a Sankt Moritz, con conseguente nuova fine anticipata della stagione, e il 25 gennaio 2025 ha subito un'ulteriore frattura della gamba destra nel corso della discesa libera di Garmisch-Partenkirchen. Non ha preso parte a rassegne olimpiche.

## Palmarès

### Mondiali
- 1 medaglia:
  - 1 argento (discesa libera a Courchevel/Méribel 2023)

### Mondiali juniores
- 2 medaglie:
  - 2 ori (slalom gigante a Hafjell 2015; supergigante a Soči/Roza Chutor 2016)

### Coppa del Mondo
- Miglior piazzamento in classifica generale: 12ª nel 2020
- 4 podi:
  - 2 vittorie (in supergigante)
  - 1 secondo posto (in discesa libera)
  - 1 terzo posto (in discesa libera)

#### Coppa del Mondo - vittorie
| Data             | Località  | Paese    | Specialità |
| ---------------- | --------- | -------- | ---------- |
| 29 febbraio 2020 | La Thuile | Italia   | SG         |
| 5 marzo 2023     | Kvitfjell | Norvegia | SG         |

Legenda:

SG = supergigante

### Coppa Europa
- Vincitrice della Coppa Europa nel 2018
- 16 podi:
  - 3 vittorie
  - 8 secondi posti
  - 5 terzi posti

#### Coppa Europa - vittorie
| Data             | Località   | Paese   | Specialità |
| ---------------- | ---------- | ------- | ---------- |
| 22 febbraio 2017 | Sarentino  | Italia  | SG         |
| 11 gennaio 2018  | Innerkrems | Austria | SG         |
| 9 marzo 2018     | La Molina  | Spagna  | GS         |

Legenda:

SG = supergigante

GS = slalom gigante

### Australia New Zealand Cup
- Miglior piazzamento in classifica generale: 20ª nel 2017
- 1 podio:
  - 1 terzo posto

### Campionati austriaci
- 4 medaglie:
  - 2 ori (discesa libera, supergigante nel 2023)
  - 2 argenti (discesa libera, supergigante nel 2019)

### Campionati austriaci juniores
- 4 medaglie[1]:
  - 1 oro (discesa libera nel 2013)
  - 1 argento (discesa libera nel 2012)
  - 2 bronzi (slalom gigante nel 2012; supergigante nel 2015)